# Abbey Road (DLR)
Abbey Road is een station van de Docklands Light Railway in de Londense wijk West Ham. Het station werd in 2011 in gebruik genomen is gelegen op de Stratford International Branch die gebouwd werd naar aanleiding van de Olympische spelen van 2012. Het ligt tussen de stations Stratford High Street en West Ham.
Aan de ingang van het station staat er een bord dat toeristen erop wijst dat dit het verkeerde station is voor de bekende straat met de opnamestudio van de Beatles. Deze is namelijk gelegen vlakbij metrostation St John's Wood op de Jubilee line aan de andere kant van Londen. 